# Гігабіт
Гігабіт — одиниця вимірювання двійкової інформації при передачі цифрових даних або збереженні. Приставка гіга (символ Г) визначається в Міжнародній системі одиниці (SI) як множник 109 (1 мільярд, коротка шкала), і таким чином
1 гігабіт = 109біт = 1000000000біт.
Гігабіт позначається як Гбіт або Гб.
Оскільки розмір одного байта дорівнює 8 біт, 1 Гбіт містить 125 мегабайт (МБ) або приблизно 119 мебібайт (Міб).